# Glory (comics)
Pour les articles homonymes, voir Glory.
Glory est un personnage de comics créé par Rob Liefeld.

## Présentation
Glory apparaît en 1993 dans les pages de Youngblood Strikefile publié par Image Comics. Fille d'une Amazone et d'un démon. Élevée dans le monde idyllique de sa mère, elle ne parvient pas à lutter contre la violence qu'elle a hérité de son père et décide de découvrir le monde des humains. Elle combat les nazis avec Supreme puis au sein du groupe des Allies avec Die-Hard et SuperPatriot. À l'époque moderne elle est membre de l'équipe Brigade. Lorsqu'Alan Moore est engagé par Rob Liefeld, il prépare un scénario pour relancer le personnage, comme il l'avait fait pour Supreme, mais le projet ne dépasse pas un numéro. En 2011, Liefeld qui avait quitté Image revient et propose une nouvelle version de Glory réalisée par Joe Keatinge et Sophie Campbell. Le personnage est recréé. Les amazones et les démons sont des races extra-terrestres et Glory est une guerrière prise entre deux feux,,.